# Cesare Rubini
Cesare Rubini (n. Trieste, 2 de noviembre de 1923 - Milán, 8 de febrero de 2011) fue un jugador de waterpolo, jugador y entrenador de baloncesto italiano.

## Biografía
Rubini consiguió triunfar en dos deportes tan diferentes como el baloncesto y el waterpolo.
Como waterpolista, Rubini ganó la medalla de oro olímpica de Londres de 1948 con Mario Majoni como capitán de la selección italiana de waterpolo. Cuando Majoni pasó a ser el seleccionador nacional, Rubini se convirtió en el capitán de la selección. Como capitán ganó la medalla de bronce en los juegos olímpicos de 1952 por detrás de los húngaros y los yugoslavos. Dos años después repitieron el bronce en el europeo en 1954 frente a los dos mismos equipos. Ganó 6 títulos nacionales italianos entre entrenador y jugador del Olona de Milán, Rari Nantes de Nápoles y el Camogli de Genova. 
Jugó 84 partidos internacionales por Italia, 42 de ellos como capitán.
Como jugador de baloncesto ha ganado cinco títulos italianos (1950-1955). Como entrenador de baloncesto ganó diez títulos italianos en 31 años de carrera con el Simmenthal Club de Milán ganando aproximadamente el 80% de los partidos que disputó. Es titulado por la universidad de Triestre ha sido miembro de la FIBA desde 1984 y presidente de la Asociación mundial de entrenadores de baloncesto desde 1979. 
En 1994, Cesare Rubini fue elegido para entrar en el Basketball Hall of Fame.

## Clubs de waterpolo
- Olona de Milán ( Italia)
- Rari Nantes de Nápoles ( Italia)
- Camogli de Genova ( Italia)

## Títulos
Como jugador de waterpolo de la selección italiana:
- Bronce en el campeonato europeo de waterpolo de 1954
- Bronce en los juegos olímpicos de Helsinki de 1952
- Oro en los juegos olímpicos de Londres de 1948
- Oro en el campeonato europeo de waterpolo de 1947

Como jugador de baloncesto de la selección italiana:
- Plata en campeonato de Europa de baloncesto en Suiza 1946

Como entrenador de baloncesto de la selección italiana:
- Bronce en el Eurobasket de 1985
- Oro en el Eurobasket de 1983
- Plata en los juegos olímpicos de Moscú 1980

Como entrenador de club de baloncesto:
- 10 títulos Italianos de baloncesto: 1957-60, 1962-63, 1965-67, 1972
- 1 Copa de Europa: 1965-66
- 2 Recopa de Europa: 1971, 1972